# ボスニア・ヘルツェゴビナの鉄道

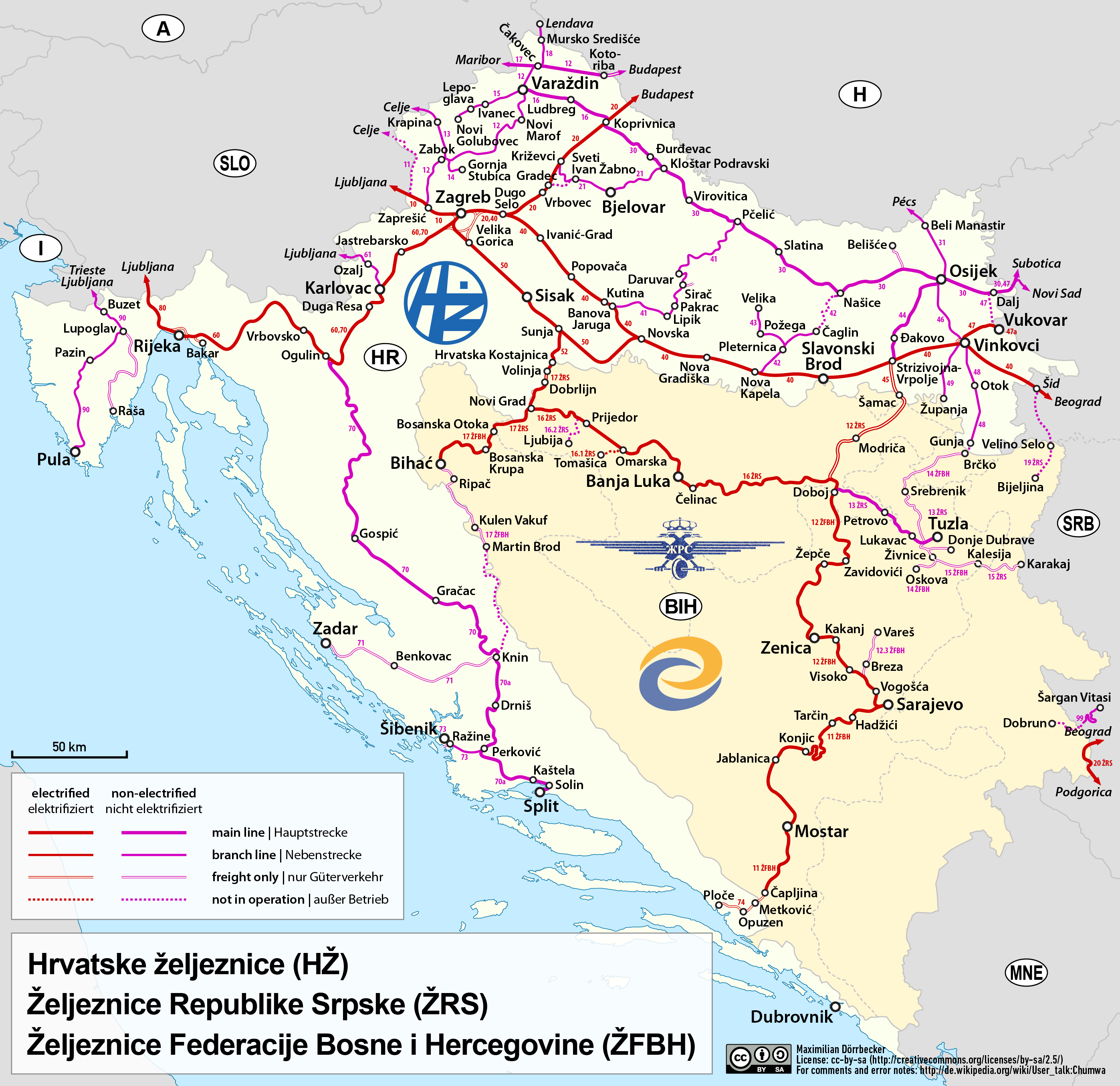
クロアチアとボスニアヘルツェゴビナの鉄道地図

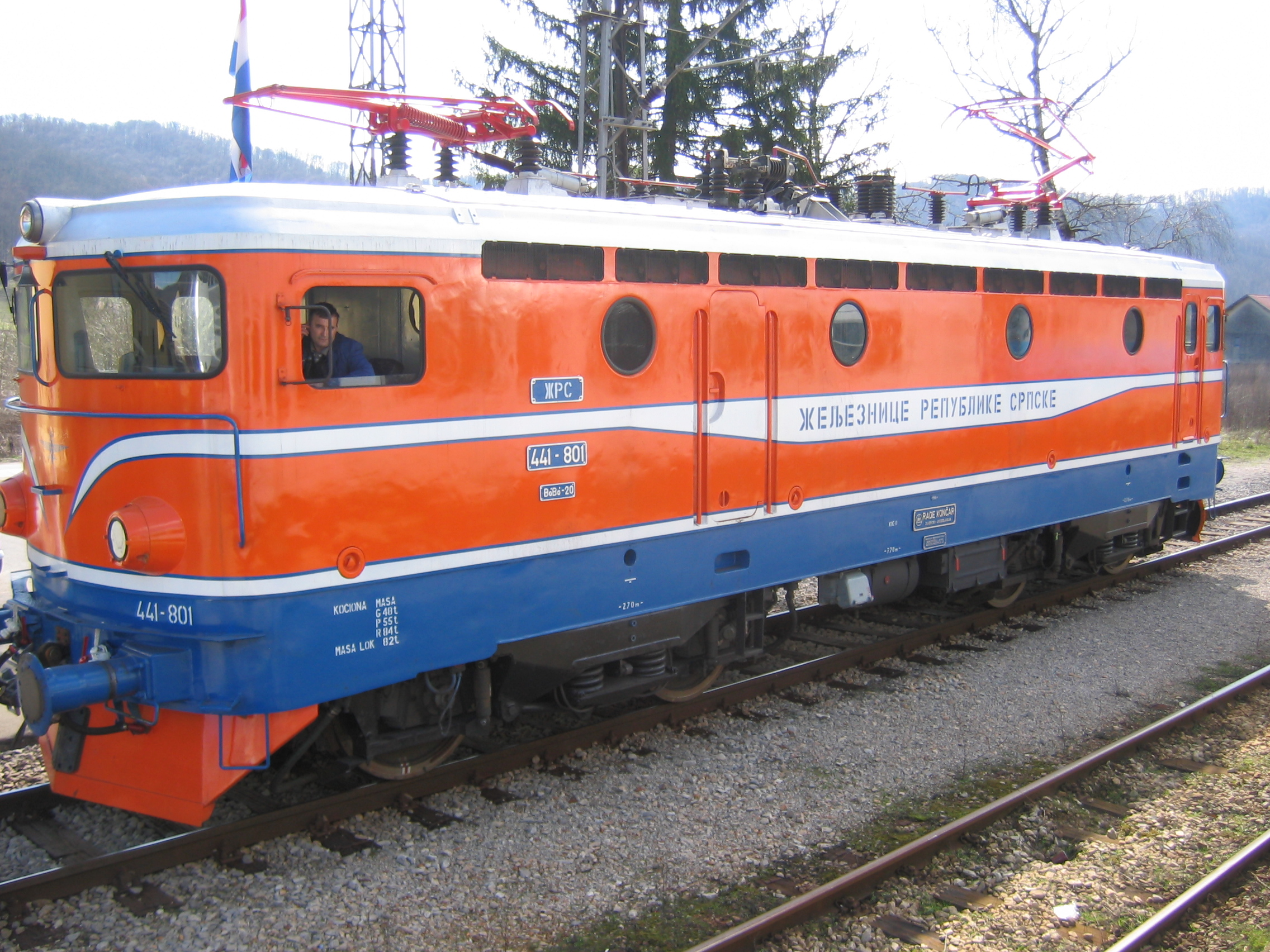
スルプスカ共和国鉄道の電気機関車

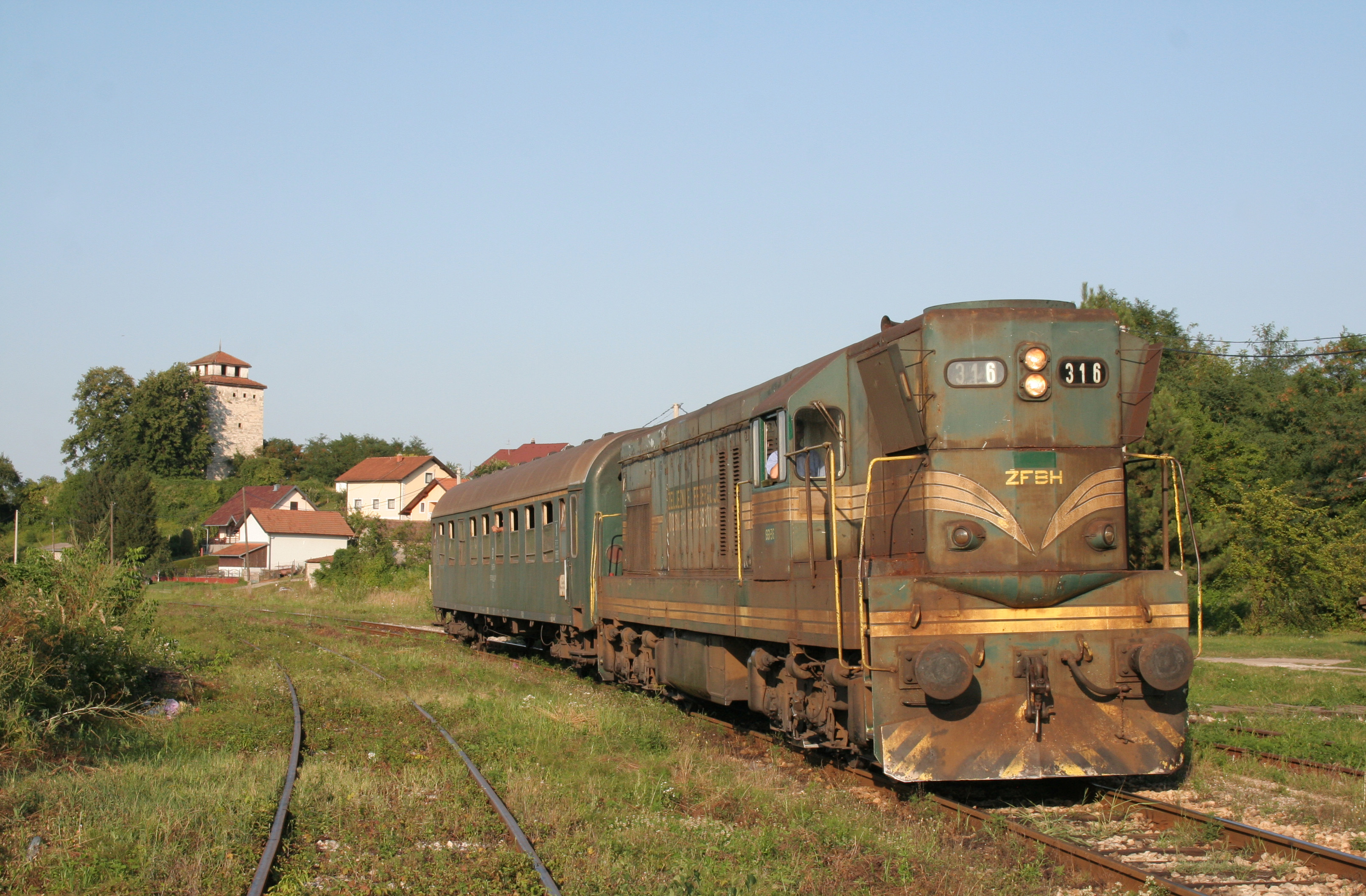
ボスニア・ヘルツェゴビナ連邦鉄道のローカル列車

ボスニア・ヘルツェゴビナの鉄道（ボスニア・ヘルツェゴビナのてつどう）では、ボスニア・ヘルツェゴビナ国内における鉄道について述べる。

## 概要
ボスニア・ヘルツェゴビナの鉄道はユーゴスラビア社会主義連邦共和国が存在した1992年まではユーゴスラビア鉄道により運営されていた。同年以降はボスニア・ヘルツェゴビナを構成するボスニア・ヘルツェゴビナ連邦が運営するボスニア・ヘルツェゴビナ連邦鉄道とスルプスカ共和国が運営するスルプスカ共和国鉄道によって運営されている。
営業距離は1,030kmでそのうち777kmが電化路線、複線化区間は88kmである。

## 歴史
ボスニア帝国鉄道の手により軌間760mmの鉄道が1863年に着工され1879年にボサンスキ・ブロド - ドボイ - ゼニツァ間が開業する。
1882年にはサラエヴォに達し、その後も各地に650mmや760mmの路線が張り巡らされた。
1879年～1918年にかけて建設された1611kmの路線は1940年代から1970年代にかけ標準軌に改軌され、電化も進められた。
1992年に勃発した内戦ボスニア・ヘルツェゴビナ紛争以前は世界有数の輸送密度を誇っていたが、鉄道インフラの甚大な被害によって激減した。
現在では内戦以前である1990年の20%にとどまっている。
- 760mm軌間の車両
  - ボスニア・ヘルツェゴビナ国有鉄道IIIa4形蒸気機関車
  - ボスニア・ヘルツェゴビナ国有鉄道IIIa5形蒸気機関車
  - ボスニア・ヘルツェゴビナ国有鉄道IIIb4形蒸気機関車
  - ボスニア・ヘルツェゴビナ国有鉄道IIIc5形蒸気機関車
  - ボスニア・ヘルツェゴビナ国有鉄道IVa5形蒸気機関車
  - ボスニア・ヘルツェゴビナ国有鉄道IIIb5形蒸気機関車

## 現在
施設の復旧は徐々に進められている。
紛争後の分極体制の影響により、鉄道事業も2事業者に分かれて運営されているが、長距離国際輸送に支障を来たすため1995年12月の合意により両社の調整機構が1998年に設けられ、インフラ使用料金決定、他国事業者との協議を行う役割を担っている。
また1992年と1998年に国際鉄道連合へボスニア連邦鉄道とスルプスカ共和国鉄道が加盟しそれぞれ44と50のコード番号が付与されている。
今後はさらなる施設の復旧、車両の近代化が計画されている。

## 隣接国との鉄道接続状況
- クロアチア - 接続あり
- セルビア - 接続あり
- モンテネグロ - 接続なし